# Pietro Colonna Pamphili
Pietro Colonna Pamphili (Roma, 7 de dezembro de 1725 - Verona, 4 de dezembro de 1780) foi um cardeal do século XVIII

## Biografia
Nasceu em Roma em 7 de dezembro de 1725. Quinto dos dezesseis filhos do príncipe Fabrizio II Colonna, duque de Paliano, e Caterina Zefirina Salviati. Os outros irmãos eram Maria Vittoria Giuseppa, Filippo, Lorenzo II, Marcantonio (cardeal), Giovanni Battista, Francesco Giuseppe, Isabella (freira carmelita descalça), Pamfilo, Felice, Maria Teresa, Lucrezia (freira carmelita descalça), Agata (freira), Federico, Chiara (freira carmelita descalça) e Ippolita (freira carmelita descalça). Ele era um nobre romano, um patrício napolitano e patrício veneziano. Ele assumiu o nome Pamphilj, acrescentando-o ao seu próprio sobrenome Colonna, quando se tornou cardeal (1). Seu primeiro nome também está listado como Pietro Maria Giuseppe Giacomo; e seu sobrenome como Pamphilj; como Pamfili; como Panfília; e como Colonna-Pamphilj. Sobrinho-neto do cardeal Carlo Colonna (1706). Irmão do cardeal Marcantonio Colonna , iuniore (1759). Primo do cardeal Scipione Borghese (1770). Outros cardeais dos diferentes ramos da família foram Giovanni Colonna (1212); Giacomo Colonna (1278); Pietro Colonna (1288); Giovanni Colonna (1327); Agapito Colonna (1378); Stefano Colonna (1378); Oddone Colonna(1405; mais tarde Papa Martinho V); Próspero Colonna (1426); Giovanni Colonna (1480); Pompeo Colonna (1517); Marco Antonio Colonna , sênior (1565); Ascanio Colonna (1586); Girolamo Colonna (1627); Próspero Colonna (1739); Girolamo Colonna (1743); Próspero Colonna (1743); e Nicola Colonna , 1785.
Estudou na Universidade La Sapienza, em Roma, onde obteve o doutorado in utroque iure , direito canônico e civil, em 9 de julho de 1750.
Abreviador apostólico, 18 de fevereiro de 1748. Clérigo da Câmara Apostólica antes de julho de 1750. Protonotário apostólico de numero participantes de 17 de julho de 1750 até 1761; recebeu as insígnias correspondentes de Monsenhor Antonio Maria Erba-Odescalchi, decano do Colégio dos Protonotários Apostólicos, futuro cardeal, no dia 19 de julho seguinte. Referendário dos Tribunais da Assinatura Apostólica da Justiça e da Graça, 23 de julho de 1750. Relator da SC da Imunidade Eclesiástica, dezembro de 1751. Clérigo da Câmara Apostólica, finais de novembro de 1753; e simultaneamente, presidente e secretário delle Ripe ; e presidente delle Acque, 1753-1759. Em 24 de julho de 1754, ele recebeu a cidadania do Reino de Nápoles. Comissário geral delle Armi , ca. 1759/1760. Durante o exercício de suas funções, ele conseguiu criar uma reputação de pessoa astuta e prudente. Também não se posicionou sobre a delicada questão dos jesuítas. Recebeu as ordens menores em 25 de novembro de 1759; o subdiaconato em 30 de novembro de 1759; e o diaconato em 22 de dezembro de 1759.
Ordenado em 27 de janeiro de 1760.
Eleito arcebispo titular de Colosso em 28 de janeiro de 1760. Consagrado em 16 de fevereiro de 1760, palácio Quirinale, Roma, pelo Papa Clemente XIII, auxiliado por Filippo Caucci, patriarca titular de Constantinopla, e por Giuseppe Locatelli, arcebispo titular de Cartago. Na mesma cerimônia foram consagrados Francesco Carafa della Spina di Traetto, arcebispo titular de Patras, futuro cardeal; e Antonio Eugenio Visconti, arcebispo titular de Efeso, também futuro cardeal. Assistente do Trono Pontifício, 20 de fevereiro de 1760. Núncio na França, 4 de março de 1760. Durante sua nunciatura de seis anos, ocorreu a expulsão do reino da Companhia de Jesus em decorrência do ato de detenção do Parlamento de Paris em 6 de agosto de 1762. Pouco antes de deixar Paris, ele escreveu em março de 1766, a pedido da Secretaria de Estado,Breve e sucinta Istruzzione per il Nunzio apostolico di Francia (2) . Suas ações em Paris sempre foram aprovadas por Roma.
Criado cardeal sacerdote no consistório de 26 de setembro de 1766; com dispensa de ter um irmão no Sacro Colégio dos Cardeais; o papa enviou-lhe o barrete vermelho a Paris com um breve apostólico de 3 de outubro de 1766, com monsenhor Cerri, cônego do cabido da patriarcal basílica liberiana; recebeu o chapéu vermelho em 27 de novembro de 1766; e o título de S. Maria em Trastevere, 1º de dezembro de 1768. Atribuído à SS. CC. de Propaganda Fide, Conselho Tridentino, Cerimonial, Avignon, Loreto, delle Acque , Imunidade Eclesiástica e Bispos e Regulares. Protetor da igreja de S. Agnese na Piazza Navona, Roma; do Colégio Greco ; da igreja armênia de S. Maria Egiziaca ; da igreja de S. GregórioIlluminatore , dos monges armênios do abade de S. Antonio; do Colégio Salviati ; da Pia Huse degli Orfani ; e do mosteiro de Ss. Quattro Coronati. Em abril de 1767, recebeu, in commendam , a abadia de Tre Fontane, perto de Roma. Participou do conclave de 1769, que elegeu o Papa Clemente XIV. Em 1772, o papa encarregou-o de visitar a diocese de Nepi e Sutri, que conduziu por dois anos com grande zelo. Participou do conclave de 1774-1775, que elegeu o Papa Pio VI. Nomeado protetor da Ordem dos Eremitas de Santo Agostinho, em 13 de fevereiro de 1776. Camerlengo do Sagrado Colégio dos Cardeais, de 17 de fevereiro de 1777 até 30 de março de 1778.
Pietro morreu aos 54 anos, em Verona, no dia 4 de dezembro de 1780, onde acompanharia o cortejo nupcial de seu sobrinho, o príncipe Filippo Colonna e Caterina Luisa di Savoia Carignano. Exposto e enterrado, temporariamente, na catedral de Verona. Mais tarde, seus restos mortais foram transportados para o túmulo de seu ancestral na basílica patriarcal da Libéria, em Roma.